# Равенна (Небраска)
Равенна (англ. Ravenna) — місто (англ. city) в США, в окрузі Баффало штату Небраска. Населення — 1441 особа (2020).

## Географія
Равенна розташована за координатами 41°1′25″ пн. ш. 98°54′26″ зх. д. / 41.02361° пн. ш. 98.90722° зх. д. (41.023598, -98.907265).  За даними Бюро перепису населення США в 2010 році місто мало площу 4,31 км², з яких 4,30 км² — суходіл та 0,01 км² — водойми.

## Демографія
Згідно з переписом 2010 року, у місті мешкало 1360 осіб у 575 домогосподарствах у складі 338 родин. Густота населення становила 315 осіб/км².  Було 660 помешкань (153/км²).
Расовий склад населення:
| - 98,2 % — білих - 0,4 % — азіатів - 0,2 % — корінних американців |

До двох чи більше рас належало 1,3 %. Частка іспаномовних становила 2,0 % від усіх жителів.
За віковим діапазоном населення розподілялося таким чином: 25,9 % — особи молодші 18 років, 54,6 % — особи у віці 18—64 років, 19,5 % — особи у віці 65 років та старші. Медіана віку мешканця становила 40,9 року. На 100 осіб жіночої статі у місті припадало 94,0 чоловіків;  на 100 жінок у віці від 18 років та старших — 90,2 чоловіків також старших 18 років.
Середній дохід на одне домашнє господарство  становив 51 925 доларів США (медіана — 40 250), а середній дохід на одну сім'ю — 62 763 долари (медіана — 50 469). Медіана доходів становила 36 765 доларів для чоловіків та 31 522 долари для жінок. За межею бідності перебувало 11,5 % осіб, у тому числі 16,8 % дітей у віці до 18 років та 13,0 % осіб у віці 65 років та старших.
Цивільне працевлаштоване населення становило 684 особи. Основні галузі зайнятості: освіта, охорона здоров'я та соціальна допомога — 26,5 %, виробництво — 16,5 %, роздрібна торгівля — 12,1 %, мистецтво, розваги та відпочинок — 7,9 %.